# Józef Edward Mojski
Józef Edward Mojski (ur. 1 lipca 1926 w Trawnikach, zm. 16 czerwca 2020 w Gdańsku) – polski geolog, geograf, geomorfolog. Specjalista w zakresie czwartorzędu Polski i Europy.

## Życiorys
Autor i współautor ponad 300 publikacji naukowych głównie z zakresu stratygrafii czwartorzędu, kartografii geologicznej lessów i struktur peryglacjalnych oraz badań dna morskiego (głównie misy Morza Bałtyckiego).
1945 ukończył Liceum Drogowe w Lublinie, uzyskując dyplom technika drogowego II stopnia. Od jesieni 1945 r. podjął studia w Sekcji Geograficznej Wydziału Przyrodniczego Uniwersytetu Marii Curie Skłodowskiej w Lublinie. Pracę magisterską obronił w 1950 roku na specjalizacji geomorfologicznej na podstawie rozprawy „Asymetria zboczy dolinnych w dorzeczu Bystrzycy”. Równocześnie z zajęciami na uczelni podjął pracę zastępcy asystenta w Zakładzie Mineralogii i Petrografii UMCS. Stopień doktora uzyskał w 1959 roku na podstawie rozprawy zatytułowanej „Stratygrafia lessów w dorzeczu dolnej Huczwy na Wyżynie Lubelskiej”, zaś doktora habilitowanego w 1969 r. na podstawie opracowania „Stratygrafia zlodowacenia północnopolskiego na obszarze Niżu Polskiego i wyżyn środkowopolskich”. Tytuł profesora zwyczajnego uzyskał w 1979 roku.
Od 1951 roku związany z Państwowym Instytutem Geologicznym, oficjalnie zatrudniony tam od 1953 roku, aż do przejścia na emeryturę w 1997 roku. Jest autorem lub współautorem licznych prac kartograficznych – m.in. Przeglądowej mapy geologicznej Polski w skalach 1:300 000 (arkusz Zamość, współpraca z Alfredem Jahnem i Edwardem Rühle) oraz Szczegółowej mapy geologicznej Polski w skalach 1:25 000 i 1:50 000. W latach sześćdziesiątych J.E. Mojski przystąpił do prac związanych z opracowaniem kolejnej mapy seryjnej, Mapy geologicznej Polski w skali 1:200 000. Był autorem 8 arkuszy, jak też współautorem instrukcji do tej mapy. Przez prawie 20 lat pełnił funkcję redaktora naukowego tej serii wydawniczej.
W latach 1990–2007 pracował na etacie profesora zwyczajnego w Instytucie Oceanografii Uniwersytetu Gdańskiego.
Do najważniejszych publikacji J.E. Mojskiego zaliczają się:
- „Atlas geologiczny Polski, zeszyt 12, Czwartorzęd, Zagadnienia stratygraficzno-facjalne” (1965), opracowany wspólnie z E. Rühle;
- „Atlas geologiczny południowego Bałtyku” (1995) – opracowanie zbiorowe powstałe z jego inicjatywy i pod jego kierownictwem;
- „Europa w plejstocenie” (1993) – monografia;
- „Ziemie Polskie w czwartorzędzie. Zarys morfogenezy” (2005) – monografia.

Od 1959 działał w ramach Międzynarodowej Asocjacji Badań Czwartorzędu – INQUA. Za zaangażowanie organizacyjne w 1995 r. został członkiem honorowym tej organizacji. Był też członkiem honorowym Stowarzyszenia Geomorfologów Polskich i członkiem zwyczajnym Polskiej Akademii Umiejętności w Krakowie. W randze podoficera należał do Stowarzyszenia Szarych Szeregów.
Z okazji jubileuszu 50-lecia pracy naukowej prof. J.E. Mojski otrzymał nagrodę indywidualną za całokształt działalności w dziedzinie geologii, zaś w 2018 r. otrzymał tytuł Honorowego Profesora Uniwersytetu Marii Curie Skłodowskiej w Lublinie.
Wspomnienia J.E. Mojskiego ukazały się dwukrotnie.